# Wicked Pictures
Wicked Pictures és un estudi de cinema pornogràfic nord-americà que té la seu a Los Angeles, Califòrnia. És l'únic estudi de cinema pornogràfic heterosexual que ha mantingut la política de fer servir preservatius en les seves produccions, (des de l'any 2004).

## Història

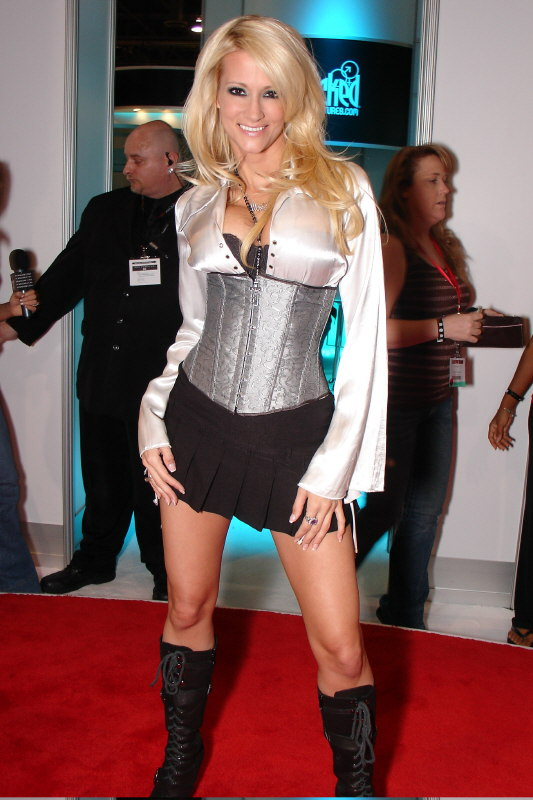
Jessica Drake.

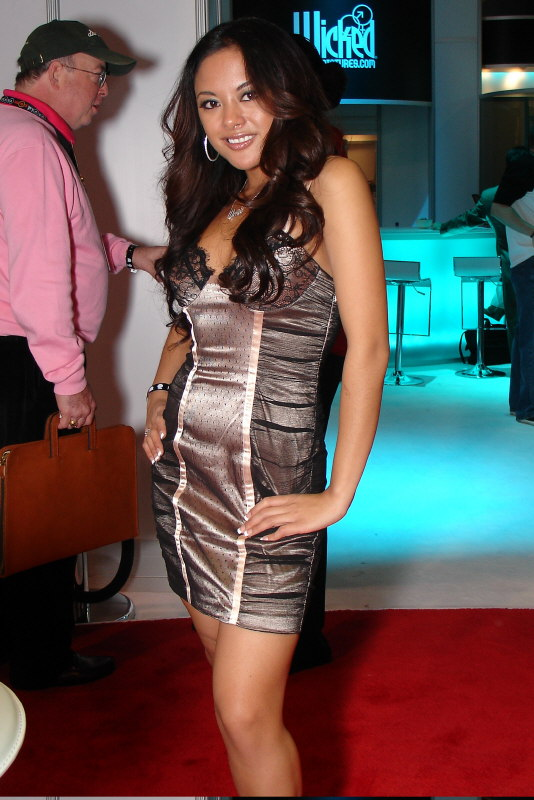
Kaylani Lei.

Steve Orenstein va fundar la productora Wicked Pictures l'any 1993, després de mostrar-se interessat en els aspectes creatius de la producció de les pel·lícules, mentre encara era soci de la seva companyia anterior de cinema X, X-Citement Video. Durant el seu primer any, Wicked va guanyar diversos premis de la indústria, i Orenstein va aconseguir contractar a Chasey Lain com a primera Wicked Girl. Van signar la segona noia Wicked, l'actriu Jenna Jameson, l'any 1995. Treballant per Wicked, Jenna Jameson va arribar a ser la primera actriu en guanyar en el mateix any els Premis AVN d'actriu revelació, millor actriu, i millor escena de sexe.
Wicked va llançar al mercat el primer títol pornogràfic d'alta definició, Camp Cuddly Pines Power Tool Massacre, el mes de desembre de l'any 2006.

## Wicked Girls
A semblança d'altres estudis pornogràfics, Wicked ha desenvolupat una política basada en contractar actrius de manera exclusiva. Aquestes actrius són conegudes amb el nom de Wicked Girls (en català, Noies Wicked). Aquests contractes comporten l'obligació de rodar un determinat nombre de pel·lícules a l'any. Aquesta és una llista d'algunes de les actrius que han treballat per a la companyia Wicked Pictures.

- Alektra Blue[6]
- Alexa Rae[7]
- Carmen Hart[8]
- Chasey Lain[9]
- Devinn Lane[10]
- Jenna Jameson[11][12][13]
- Jessica Drake
- Julia Ann[14][15][16]
- Kaylani Lei
- Keri Sable[17][18]
- Kirsten Price
- Mikayla Mendez[6]
- Serenity[19]
- Stephanie Swift[20]
- Stormy Daniels
- Sydnee Steele[21][22]

### Premis
A continuació es mostra un llistat dels premis guanyats pels estudis Wicked:
- 1994 AVN Award - 'Best Video Feature' per Haunted Nights[23]
- 1996 AVN Award - 'Best Film' per Blue Movie[23]
- 1998 AVN Award - 'Best Vignette Release' per Heart & Soul[23]
- 2001 AVN Award - 'Top Selling Release of the Year' per Dream Quest[23]
- 2001 AVN Award - 'Top Renting Release of the Year' per Dream Quest[23]
- 2002 AVN Award - 'Best Video Feature' per Euphoria[23]
- 2003 AVN Award - 'Best DVD' per Euphoria[23]
- 2004 AVN Award - 'Best Video Feature' per Beautiful[23]
- 2007 AVN Award - 'Best Film' per Manhunters[23]
- 2008 AVN Award - 'Best Sex Comedy' per Operation: Desert Stormy[24]